# Santa Elena de Uairén
Pour les articles homonymes, voir Santa Elena.
Santa Elena de Uairén est une ville du sud-est de l'État de Bolívar au Venezuela, chef-lieu de la municipalité de Gran Sabana et capitale de la Section capitale Gran Sabana. Elle est située à proximité de la frontière avec le Brésil et le Guyana en Amazonie. Située à environ 900 mètres d'altitude à environ 20 kilomètres de la frontière avec le Brésil dans une savane entourée de plateaux, appelés tepuy. La population totale de la municipalité, comprenant également la paroisse civile d'Ikabarú s'élève à  28 450 habitants, soit 2% de la population totale de l'État. Sa température moyenne s'élève à 21,8°C.
Elle a été fondée le 13 novembre de 1923 par Lucas Fernández Peña, attiré par le boom du diamant dans la région, évènement qui a repoussé les Anglais prompts à coloniser la région. Le nom de la ville provient de celui de sa première fille Elena, et de la rivière Uairén qui traverse la ville.
Il a un aéroport, principal détachement douanier et militaire du secteur. C'est un port franc depuis 1999, grâce aux travaux du professeur Héctor Fernández Espinoza, fils du fondateur de la ville. Son économie est basée sur le commerce et l'exploitation minière. Récemment, le secteur du tourisme a connu un développement important en raison de sa proximité avec les principaux monuments naturels de la formation végétale de la Gran Sabana et de son emplacement près de la frontière brésilienne.
La cathédrale de Santa Elena est l'une des principales attractions de la ville construite au milieu du XXe siècle avec les pierres qui abondent aux environs de la ville . La mission Santa Elena est le centre de l'activité missionnaire des capucins pères de l'Ordre franciscain.

## Historique
En 1923, Lucas Fernández Peña, un pharmacien valencien devenu propriétaire terrien, fonde la ville sous le nom de Santa Elena de Uairén, en l'honneur de sa fille et de la rivière qui traverse l'actuelle ville, en en pleine dictature de Gomez, et avec la menace réelle d'annexion face à l'avancée des colons britanniques de la Guyane britannique (aujourd'hui Guyane). Avec sa fondation, Peña a sauvegardé une grande partie du sud-est du territoire vénézuélien, 8 ans plus tard les premiers missionnaires capucins sont arrivés, et en 1945, la localité est élevée au rang de municipalité.

## Géographie

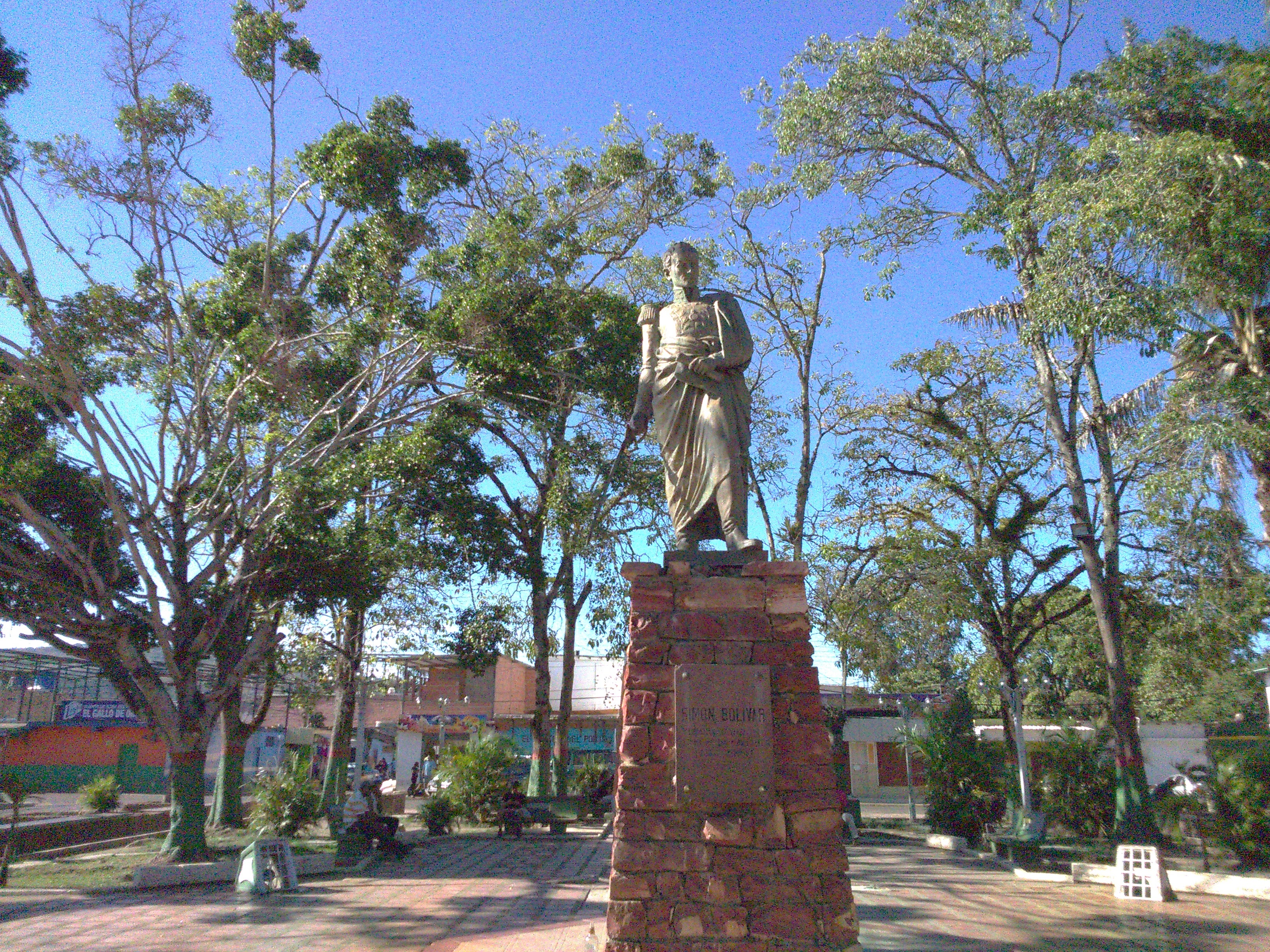
Plaza Bolívar de Santa Elena

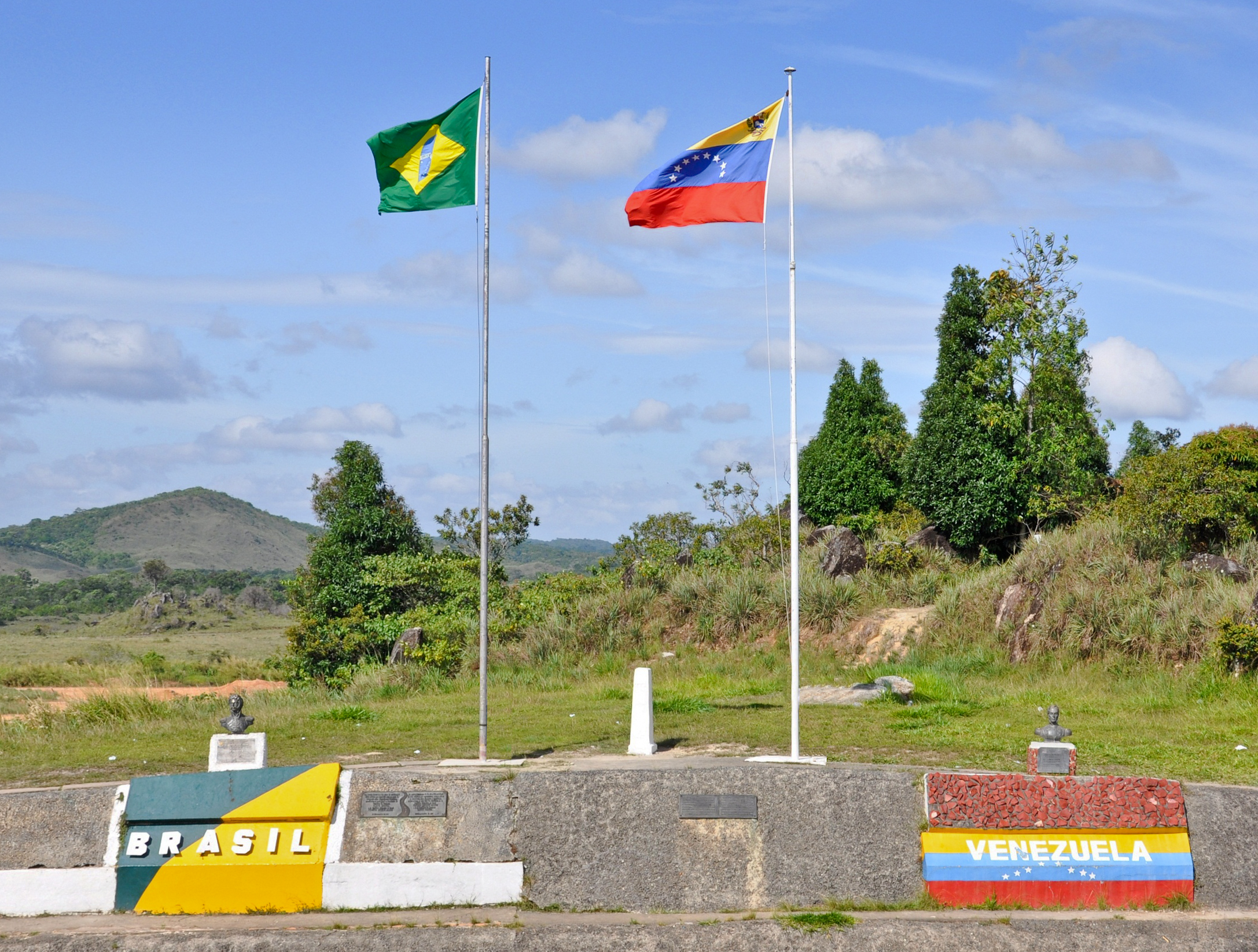
Frontière entre le Brésil et le Venezuela.

Situé à 4º 32' de latitude nord et 61º 06' de longitude ouest. À peine dix-sept kilomètres séparent la ville de la ville de Pacaraima, communément appelée La Línea ou BV-8, située juste à côté de la frontière vénézuélienne-brésilienne.

## Démographie
La population métissée est composée de Vénézuéliens, de Brésiliens d'origine italienne, d'Allemands, de Guyanais et d'immigrants d'origine espagnole qui ont émigré dans les années 1920, sur ordre du président Juan Vicente Gómez pour promouvoir l'autonomie espagnole en Guyane. Ces nouveaux émigrants proviennent principalement de la communauté autonome du Pays basque (environ cinq cents) et de la communauté autonome de Castilla y León (environ six cents) sur un substrat de population indigène, notamment les Pemón. 

## Transport
Santa Elena est accessible par la route nationale et la distance qui la sépare de la capitale Caracas s'élève à environ 1 380 kilomètres. En direction du sud, la voie atteint Pacaraima sur l'autoroute BR-174 puis Boa Vista avant de rejoindre l'Amazone et Manaus à environ 250 kilomètres de la frontière.
L'aéroport de Santa Elena de Uairén propose des vols vers Ciudad Guayana et Porlamar via les compagnies aériennes Conviasa, Aereotuy, Rutaca et Serami. À la périphérie de Santa Elena se trouve la gare routière. Jusqu'en 2002, certaines des principales lignes de bus maintenaient leurs propres terminaux privés à proximité du centre-ville.

## Langues
La langue de presque tous les peuples indigènes de la région est le pemon (ou arekuna), une des langues caribes liée aux tamanaco et chaima disparus. La plupart d'entre eux parlent également l'espagnol, tandis qu'une part importante de la population parle également le portugais, de par la proximité avec le Brésil.

## Sportif
Le sport principal à Santa Elena de Uairen est le football sous l'influence de la proximité avec le Brésil. On pratique également le bolas criollas, un jeu de boules traditionnel et le vélo tout terrain assorti de l'évènement Défi de la frontière auquel participent chaque année 1 500 athlètes venus des différentes régions du pays.

## Villes sœurs
- Pacaraima, Roraima
- Ciudad Bolívar, État de Bolívar
- Upata, État de Bolívar
- Boa Vista, Roraima

## Sources
- (en) Cet article est partiellement ou en totalité issu de l’article de Wikipédia en anglais intitulé « Santa Elena de Uairén » (voir la liste des auteurs).